# 10168 Stony Ridge
10168 Stony Ridge è un asteroide della fascia principale. Scoperto nel 1995, presenta un'orbita caratterizzata da un semiasse maggiore pari a 2,7607847 UA e da un'eccentricità di 0,0853530, inclinata di 7,39673° rispetto all'eclittica.
L'asteroide è dedicato all'osservatorio di Stony Ridge.